# 乃木若葉是勇者
《乃木若葉是勇者》為勇者系列第三作，故事發生在結城友奈是勇者三百年前。為勇者系列的最開端，敘述第一代勇者的艱辛、勇者系統的來歷，並解釋勇者系列世界觀的緣由。與連載小說鷲尾須美是勇者一樣，每集附錄勇者御記。
時間發生在公元2018年，故事舞台在日本四國丸龜市。圍繞主角乃木若葉成為勇者，描述Vertex首次侵略人類世界的情形。
乃木若葉是勇者於電擊G's magazine七月號公佈連載消息

，並於電撃G's magazine九月號開始連載。

2016年5月21日，宣佈發售輕小說上卷，於電擊G's Comic8月號起正式連載漫畫及廣播劇CD化。

## 登场人物
※ 廣播劇CD
乃木若葉（声：大橋彩香）
14歲，本作主角，香川縣出身。性格剛強，擅長居合道，受到攻擊也會採取還擊；澟然的外表印象，令到其受到不少人仰慕。是最後存活下來的其中一人。
在大戰過後於勇者系統中留下鼓勵未來勇者的影像，在後篇結城友奈是勇者主角友奈昏迷時鼓勵了她，不過友奈本人醒來後對此印象模糊。
上里日向（聲：高野麻里佳）
14歲，香川縣出身。乃木若葉的青梅竹馬，經常照顧著若葉，擅長替若葉挖耳孔。
與若葉兩人之間，若葉在戰鬥上守護著，日向則在精神上守護著對方。是最後存活下來的其中一人
高嶋友奈（聲：照井春佳）
勇者之一，開朗及精力充沛的性格，對他人的感受敏感，注意周圍環境。
有武道經驗，很少談及自己的事，在私生活方面充滿著謎團。
在最終決戰用上酒吞童子打完三隻星座級後的友奈重傷倒地，在即將死去之時突然感覺到自己正被融入神樹之中，最後友奈露出放心的笑容並拋下最後的一點意識後死去。
郡千景（聲：鈴木愛奈）
勇者之一，從前因被人看起內向的性格而被受欺負，不單止家中父母不和，朋友也沒有。
自從被選作勇者後，與開朗性的高嶋友奈打開心扉。
對若葉及球子方面，抱著不喜歡的樣子。在球子和杏犧牲後，網絡和現實中人由於難以接受勇者的陣亡從而對勇者的存在意義產生懷疑，激進者開始對死去的勇者們施以網絡暴力，甚至開始騷擾勇者她們的家人。千景的父親接到了一屋子的恐嚇信而精神崩潰，也開始對千景惡言相向，千景再次質疑自己身爲勇者的價值以及自己不惜生命守護四國這件事本身的意義。又因爲看到身爲精神支柱的友奈與若葉過於親近，認爲若葉奪走了本屬於自己的友奈。各種負面情緒逐漸積累，通過精靈之力的副作用放大，最終黑化。
因曾遭精靈的惡意附身進而攻擊人類及若葉，在死後遭大社從勇者裡除名，但在日向及若葉的努力下大社擱置這個決定。康復後的友奈和若葉、日向決定一起去憑弔千景，去了千景的老家。千景的父親崩潰而不知所終，母親被醫院收容。來到家中發現千景在失控期間曾對自己的房間大肆破壞，唯獨當初大家都還在的時候一起交給她的畢業證書完好無損。即使將房間全都毀掉，只有這她沒能下手。
在大社對天神全面投降並改名「大赦」後，日向爲了大赦的整體發展，放棄維護千景的勇者權益，主動將其有關的記錄清除，但「千景」這個名字會被用在其他地方。日後楠芽吹是勇者中主角們所住的黃金塔被大赦稱為"千景殿"。
死後其遺體被交還給父母親，但其墮落的父親卻連葬禮都不願為其舉行，在巫女花本美佳的協助下，被葬於美佳老家神社的彼岸花之下。
土居球子（聲：本渡楓）
勇者之一，非常好動的少女。有「放心拜託球子吧！」的口頭禪。
自與杏約會後情投意合，情同姊妹，強烈認為杏要由自己守護。
感情豐富，易心花怒放。在對抗天蠍座Vertex的戰鬥中與杏一同奮力抗擊，但最終仍沒能抵擋住攻擊，與杏一同被天蠍座一擊貫穿而身亡。
彌留之際與杏約定來世要做真正的姐妹。
伊予島杏（聲：近藤玲奈）
勇者之一，十分喜歡讀書。特別喜歡愛情小說,常讀至泣不成聲。
戰鬥力明顯地弱。相反，是勇者當中知識最高，頭腦靈活的一人。
與若葉同齡，因年級較低而成為勇者當中的後輩。在對抗天蠍座Vertex的戰鬥中與球子一同奮力抗擊，但最終仍沒能抵擋住攻擊，與球子一同被天蠍座一擊貫穿而身亡。
彌留之際與球子約定來世要做真正的姐妹。
曾私底下研究勇者之力與精靈附身的副作用，並留下線索，在其死後被巫女安藝真鈴發現，為後世的勇者研究留下了巨大貢獻。
特别短篇
白鳥 歌野（聲：诹访彩花）
是在長野縣诹访湖地区唯一的勇者，性格勇敢、积极向上、充满活力，身边的巫女藤森水都同时也是她的朋友，亲切地称水都为“阿水”。并非出自农家却对农业有着强烈的执念，认为这是命运。因为是在除夕出生，而日本有在除夕吃荞麦面的传统，所以非常喜欢荞麦面。
歌野的勇者装束同样有神明加持，但不能像乃木若叶等人一样能使用终端直接变身，而是需要靠自己穿上；武器是宿有武神灵力的鞭子，没有精灵之力。从公曆2015年的vertex来袭之日开始，歌野就一直鼓舞着因为vertex的灾难而情绪极度低迷的人们，没有说过一次丧气话，总是笑盈盈的，即使受伤，即使得不到任何人的认同，她仍坚守着诹访，没有让一人牺牲。就这样过了一年，居民们开始一个接一个地帮助不放弃希望坚持不懈的歌野，有人开始与歌野一起耕田，有人开始开船去诹访湖捕鱼，终于，他们的脸上开始重现笑容。歌野十分珍惜战斗以外农耕的日常生活，与四国勇者乃木若叶的定期联络也同样重要。两人虽从未见过面，但经常会因“荞麦面”跟“乌冬面”哪个更优秀而与对方产生口舌之争。
在公曆2018年9月時vertex即将发起总攻之際，她虽然表面一如往常，其实心里也很害怕。决战之时接到神谕，确认诹访其实是四国完成战备工作之前的诱饵，这三年时间让四国奠定了对抗敌人的基石。此时的歌野反而觉得安心，认为自己三年的坚持没有白费。最终，面对铺天盖地的vertex，歌野与水都一起，战斗到生命的最后一刻。
生前为了留下大家曾在这里的证明及心愿，留下了一把锄头和一封信，并在信中嘱托乃木若叶能够在消灭vertex之后使用她的锄头。锄头和歌野留下的信被后来经过诹访的乃木若叶一行人顺利找到。
藤森 水都（聲：長縄まりあ）
在长野县的诹访湖地区担任巫女。
和白鸟歌野是亲友，称歌野为“歌农”，歌野则将其称为“小水”。与性格明朗的歌野相反，水都有些消极而且并不自信，所以渴望成为像歌野一样充满信心的人。
由于水都并没有意识到自身拥有很强的感知能力，所以总是认为自己是碰巧被选为巫女的。
出于担心所以在歌野战斗时水都会在身旁看着她，这在战斗中给予了歌野勇气。另外，在歌野在与若叶进行通信时，水都有时似乎会有些嫉妒。
最终，在公曆2018年9月時面对铺天盖地的vertex，歌野与水都一起，战斗到生命的最后一刻。

## 出版書籍

### 小說
作者：，企劃原案、系列構成：（MinatoSoft），插畫：BUNBUN，監修 ：Project 2H。
於『電撃G's magazine』2015年9月號連載至2017年3月號。
小說上冊收錄第1-10話和外傳，下冊收錄第11-19話和外傳。
| 冊數 | KADOKAWA、ASCII Media Works | KADOKAWA、ASCII Media Works |
| 冊數 | 發售日期                    | ISBN                        |
| ---- | --------------------------- | --------------------------- |
| 上   | 2016年6月30日               | ISBN 978-4-04-865937-6      |
| 下   | 20217年3月30日              | ISBN 978-4-04-892857-1      |

### 漫畫
乃木若葉是勇者
『電撃G's Comic』2016年7月號發佈予告編，同年8月號開始連載。
作畫： ，企畫原案、系列構成：（MinatoSoft），角色設定：BUNBUN。
| 冊數 | KADOKAWA       | KADOKAWA               |
| 冊數 | 發售日期       | ISBN                   |
| ---- | -------------- | ---------------------- |
| 1    | 2016年11月26日 | ISBN 978-4-04-892559-4 |
| 2    | 2017年5月27日  | ISBN 978-4-04-892985-1 |
| 3    | 2017年11月27日 | ISBN 978-4-04-893485-5 |
| 4    | 2018年2月24日  | ISBN 978-4-04-893651-4 |

2021年7月30日起於ComicWalker、Niconico靜畫連載，由娘太丸作畫的四格漫畫。
作畫：娘太丸，企畫原案、系列構成：（MinatoSoft），角色設定：BUNBUN。

## 外部連結
- （日語）勇者系列主題首頁（页面存档备份，存于）
- （日語）乃木若葉是勇者公式網站 （页面存档备份，存于）